# Eudendrium calceolatum
Eudendrium calceolatum is een hydroïdpoliep uit de familie Eudendriidae. De poliep komt uit het geslacht Eudendrium. Eudendrium calceolatum werd in 1905 voor het eerst wetenschappelijk beschreven door Motz-Kossowska. 